# جون ويليام بيرد
جون ويليام بيرد (بالإنجليزية: John William Beard)‏ هو سياسي أمريكي، ولد في 1920.